# Капітуляція Італії
Капітуляція Італії в Другій світовій війні (також знана як Перемир'я у Кассіблі, італ. Armistizio di Cassibile, англ. Armistice of Cassibile) — беззастережна капітуляція Італійського королівства та її збройних сил[джерело?], що була підписана 3 вересня 1943 року між представниками італійського уряду та союзниками під час Другої світової війни. Офіційне оголошення про умови капітуляції були оприлюднені 8 вересня 1943 року.

## Передумови
Падіння 13 травня 1943 року Тунісу, останнього оплоту держав Осі в Африці, докорінно змінило ситуацію на Середземноморському театрі бойових дій Другої світової війни. Вже через тиждень на нараді Адольф Гітлер висловив сумніви щодо стабільності уряду Беніто Муссоліні, й 21 травня керівник Верховного командування Вермахту фельдмаршал Вільгельм Кейтель видав директиви для розробки низки операцій на випадок капітуляції Італії й запобігання її можливим спробам укласти сепаратне перемир'я з країнами антигітлерівської коаліції.
У ніч на 10 липня союзники висадилися на Сицилії й за тиждень зломили опір ворога. Серед однопартійців Муссоліні відкрито зазвучали голоси з критикою його діяльності та нагальною вимогою обговорити стан справ в партії та країні. І хоча головнокомандувач німецькими військами на Середземномор'ї генерал-фельдмаршал Альберт Кессельрінг після зустрічі 22 липня з Муссоліні доповів Гітлеру, що той «як і раніше, міцно тримається в сідлі», скликана через два дні Велика фашистська рада переконливою більшістю голосів висловила дуче вотум недовіри, що дало королю право 25 липня усунути його з посади. За наказом генерала Бадольйо, що того ж дня очолив уряд, Муссоліні «був узятий під посилену охорону заради його ж безпеки» й доправлений до гірськолижного готелю в горах Абруццо.

## Історія
3 вересня 1943 року представник уряду Італії генерал Д. Кастеллано, з одного боку, і начальник штабу союзних сил на Середземноморському театрі генерал Вальтер Беделл Сміт, який діяв від імені Об'єднаних націй, з іншого, у невеличкому італійському селищі Кассіблі (Сиракуза, Сицилія) підписали угоду про перемир'я, яка передбачала беззастережну капітуляцію італійських збройних сил. Оприлюднення акту капітуляції відкладалося до того моменту, доки союзні війська не висадяться на південно-західному узбережжі Апеннінського півострова. В Італії подія також отримала назву «Примиренням у Кассіблі» (за назвою населеного пункту, в якому вона була підписана) або «Примиренням 8 вересня».
Напередодні досягнення угоди, італійська верхівка, підтримувана італійським королем Віктором Емануїлом III вела довготривалі переговори ще з середини літа 1943 року. Після тривалого процесу обговорення умов капітуляції та подальшої окупації Італії військами союзників, італійський генерал Джузеппе Кастеллано, як представник уряду країни, 2 вересня 1943 вирушив в Кассіблі з метою підтвердження прийняття Італією умов Союзників. Однак, у генерала не було на це письмового дозволу глави уряду Італії маршала П'єтро Бадольйо, який хотів якомога більше «відмежуватися» від майбутньої поразки своєї країни.
Церемонія підписання угоди розпочалася о 02:00 ночі 3 вересня. Генерали Кастеллано і Беделл Сміт підписали документ від імен відповідно голови уряду Італії маршала П'єтро Бадольйо і Головнокомандувача союзними військами на Середземномор'ї генерала Дуайта Ейзенхауера. Черговий наліт бомбардувальників на Рим, у якому мало брати участь 500 літаків, був зупинений в останню хвилину: ця зупинка була зроблена Ейзенхауером для прискорення процедури підписання перемир'я. Гарольд Макміллан, у той час представник британців у штабі Союзників, повідомив Вінстона Черчилля, що перемир'я було підписано «без поправок будь-якого роду».
29 вересня на Мальті на борту британського лінкора «Нельсон» генералом Ейзенхауером зі сторони союзників та маршалом П'єтро Бадольйо зі сторони Італії було підписане так зване Довге перемир'я — Акт про безумовну капітуляцію Італії.
Після його опублікування Італія залишила об'єднання держав Осі, але країна захлинула в громадянській війні між силами, які підтримували союзників, та тими, що залишилися вірними Муссоліні й військам країн Осі. Італійські війська, як на території метрополії, так й за межами Італії, що не приєднаються до осі, але не чинили опір, були інтерновані німцями, поки союзники не досягли них.
З-поміж італійських військових, що були інтерновані німцями лише 10 % погодилися продовжувати боротьбу на фронтах, решта відмовилася й була зосереджена в таборах для військовополонених на території Третього Рейху та країн-союзників. Спочатку вони розглядалися як військовополонені, згодом їх перекваліфікували на «інтерновані військові особи», тобто позбавили прав, які розповсюджувалися на тих, що потрапили до полону, відповідно до Конвенції про поводження з військовополоненими від 1929 року.
Згідно з німецькими даними, всього було роззброєно 1 006 370 італійських військових. З яких:
- 415 682 в Північній Італії
- 102 340 в Південній Італії
- 8 722 у Франції
- 164 986 в Югославії
- 265 000 на материковій Греції та Егейських островах.